# Ectinosomoides longipes
Ectinosomoides longipes is een eenoogkreeftjessoort uit de familie van de Ectinosomatidae. De wetenschappelijke naam van de soort is voor het eerst geldig gepubliceerd in 1945 door Nicholls.